# Legung Barat
Legung Barat is een bestuurslaag in het regentschap Sumenep van de provincie Oost-Java, Indonesië. Legung Barat telt 2081 inwoners (volkstelling 2010).